# برايتون لابو
برايتون لابو (بالفرنسية: Brighton Labeau)‏ (1 يناير 1996 بأوبارفيلييه في فرنسا - ) هو لاعب كرة قدم فرنسي في مركز الهجوم.

## روابط خارجية
- برايتون لابو على موقع قاعدة بيانات كرة القدم.إي يو (الإنجليزية)
- برايتون لابو على موقع ناشيونال فوتبول تيمز (الإنجليزية)
- برايتون لابو على موقع Soccerway.com (الإنجليزية)
- برايتون لابو على موقع عالم كرة القدم.نت (الإنجليزية)